# Filialkirche Baumgarten an der March

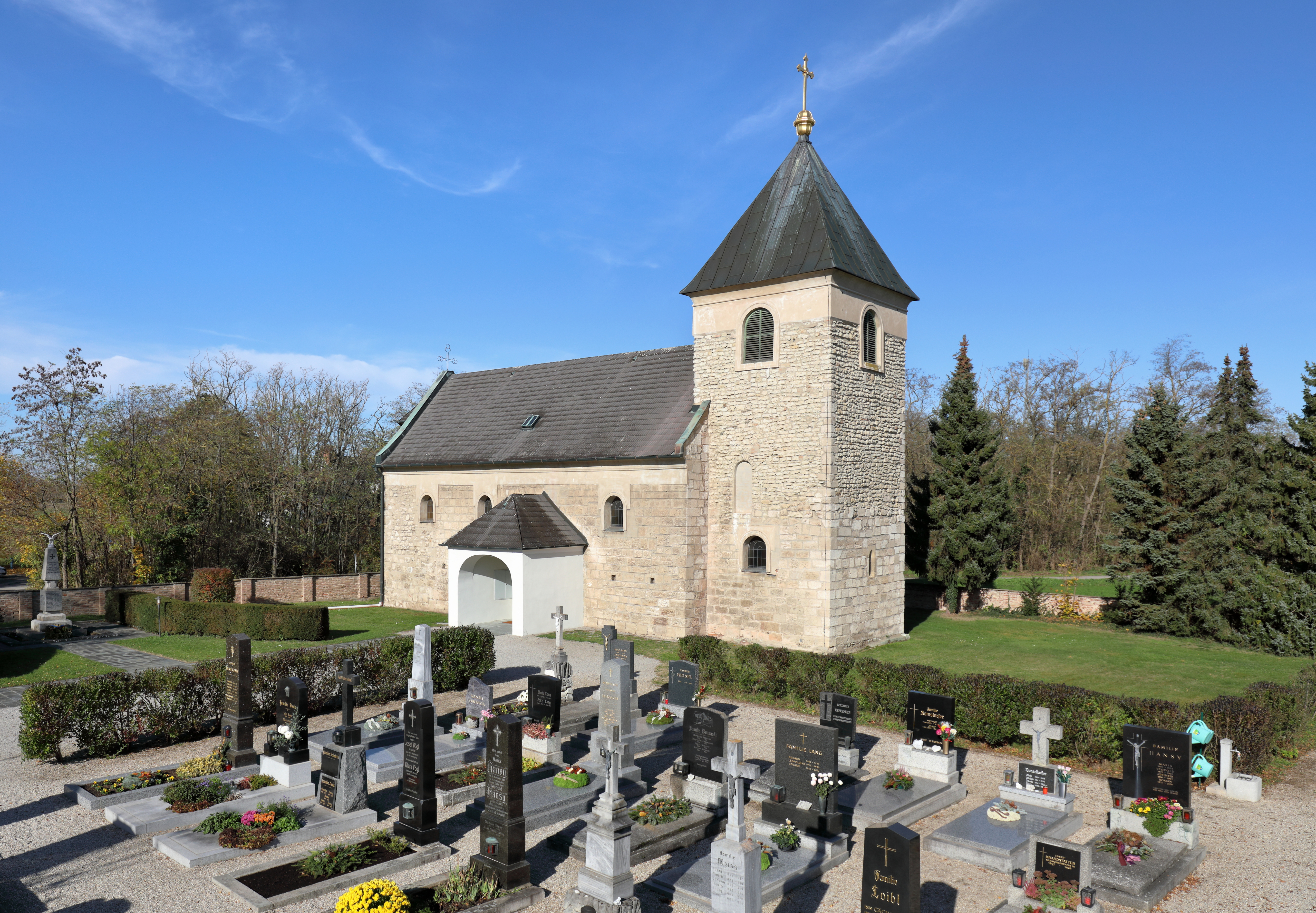
Katholische Filialkirche hl. Markus in Baumgarten an der March

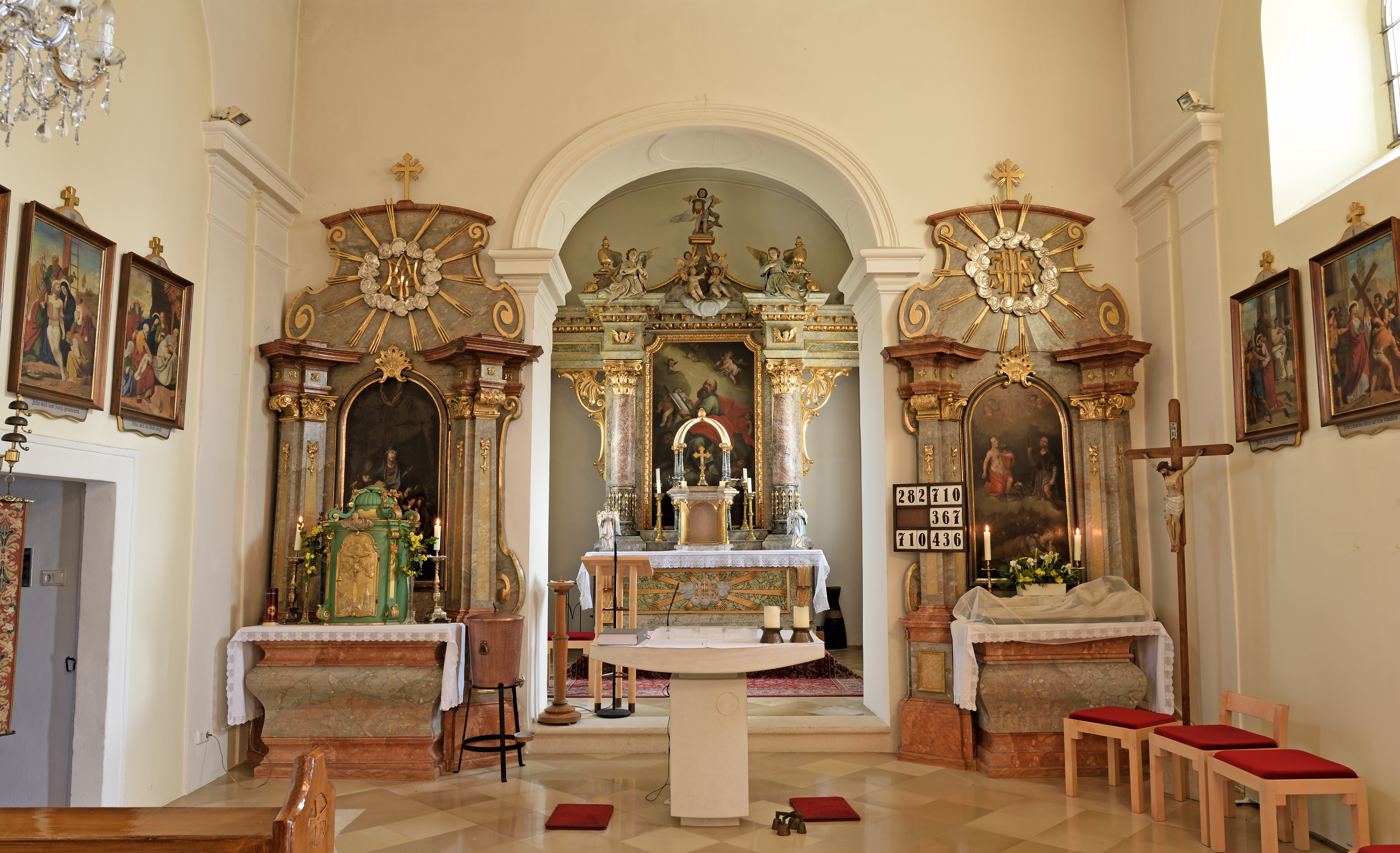
Innenansicht

Die Filialkirche Baumgarten an der March steht im Nordosten der Ortschaft Baumgarten an der March in der Gemeinde Weiden an der March im Bezirk Gänserndorf in Niederösterreich. Die dem Evangelisten Markus geweihte römisch-katholische Filialkirche gehört zum Dekanat Gänserndorf im Vikariat Unter dem Manhartsberg der Erzdiözese Wien. Die Kirche steht unter Denkmalschutz (Listeneintrag).

## Geschichte
Die romanische Kirche wurde wohl in der zweiten Hälfte des 13. Jahrhunderts erbaut. 1733 erfolgte ein geringfügige Barockisierung.

## Architektur
Die kleine romanische Chorturmkirche ist von einem Friedhof umgeben.
Das langgestreckte Langhaus mit kräftigem Quadermauerwerk hat in der Gesimszone kleine barocke Rundfenster. Die Kirche hat im Süden ein barockes Steinportal mit 1733 in einer kleinen Vorhalle. Das Nordportal ist vermauert. Es gibt ein bemerkenswertes romanisches Trichterfenster mit gemalten Radialstrahlen in der Laibung. Die barocke Sakristei ist schlicht gehalten. Der wuchtige zweigeschoßige Turm ist ein ehemaliger Wehrturm, unten mit Quadermauerwerk, oben mit Bruchstein, über dem barocken Rundbogenfenster an der Südseite ist ein vermauerter rundbogiger Hocheinstieg, die Ostseite hat ein frühgotisches Spitzbogenfenster, das Obergeschoß hat barocke Schallfenstern, der Turm trägt einen neueren Spitzhelm.
Das Kircheninnere zeigt sich als flach gedecktes vierjochigen Langhauses mit flachen Doppelpilastern. Der Triumphbogen ist rundbogig und hat eine Putzfeldgliederung. Die Orgelempore ist flach unterwölbt. Der schmale leicht erhöhte Chor ist zugleich das Erdgeschoß des Turms und hat ein barockes Kreuzgewölbe auf flachen Pilastern.

## Ausstattung
Der barocke Hochaltar ist ein kleiner, gedrungener Säulenaltar von Ende des 17. Jahrhunderts mit mächtigem Gebälk. Das Altarbild zeigt den Kirchenpatron St. Markus. Auf dem Auszug sind Putten abgebildet. Die schlichten, barocken Seitenaltäre wurden Mitte des 18. Jahrhunderts angefertigt. Das linke Bild zeigt eine Darstellung Marias mit dem Leichnam Jesu Christi, das Bild am rechten, dem sogenannten Pestaltar, die Heiligen Sebastian, Rochus und Rosalia.
Zur weiteren Ausstattung zählen ein Immaculata-Bild in Rokokorahmen aus der zweiten Hälfte des 18. Jahrhunderts, Kreuzwegbilder von Mitte des 19. Jahrhunderts sowie eine Glocke von Georg Wiesenauer aus dem Jahr 1649.